# Осота
Осота (укр. Осота) — левый приток реки Десна, протекающий по Шосткинскому району Сумской области Украины.

## География
Длина — 31 км. Площадь водосборного бассейна — 290 км². Русло в приустьевом участке находится на высоте 120,2 м над уровнем моря, в среднем течении (село Клишки) — 129,0 м. Долина корытообразная, шириной до 2,2 км и глубиной до 15 м. Пойма шириной до 500 м. Русло слаборазвитое, шириной до 4 м.
Река берёт начало в заболоченной местности между Воронежем и Гуково (Глуховский район). Река протекает только по Шосткинскому району (Сумская область). На протяжении всей длины реки пойма местами с заболоченным участками и тростниковой растительностью. На реке создано несколько прудов: в Воронеже, сёлах Клишки и Чаплиевка. На восточной окраине Воронежа верхнее течение реки пересекает ж/д линия участка Воронеж—Шостка. В приустьевой части реки в междуречье Эсмани и Осоты расположена система каналов. Впадает в реку Десна севернее села Погореловка (Кролевецкий район).
В долине реки расположен ботанический заказник Воронежский — западнее Воронежа на месте соснового леса.

## Населённые пункты
Населённые пункты на реке от истока к устью:
- Шосткинский район: пгт Воронеж, Масиков, Клишки, Чаплиевка, Лушники.